# Институт иммунологии (Россия)
ФГБУ «ГНЦ Институт иммунологии» ФМБА России — ведущее научно-медицинское учреждение Российской Федерации в области иммунологии и аллергологии, в чём является базовым учреждением по испытанию лекарственных, профилактических и диагностических средств.
Создан в 1983 году по инициативе академика Р. В. Петрова, ставшего его первым директором. С 2014 года институт возглавляет членкор РАН М. Р. Хаитов, научным руководителем института является его предшественник академик Р. М. Хаитов (отец М. Р. Хаитова).
Здесь работают 599 сотрудников, в их числе 123 кандидата наук, 45 докторов наук, 25 профессоров, 2 академика РАН, 3 члена-корреспондента РАН, 1 профессор РАН.
В составе института: 32 научные лаборатории, клиника на 200 коек, а также поликлиника, филиал (см. ниже).
При Институте иммунологии работает специализированный совет по защите докторских и кандидатских диссертаций Д 208.017.01.

## История
Институт иммунологии Минздрава СССР был создан на базе возглавлявшегося Р. В. Петровым отдела иммунологии Института биофизики Минздрава СССР. Как вспоминал впоследствии Р. В. Петров: "В то время не было ни кафедры иммунологии, ни учебника, ни такой профессии... Для нас это [появление института] было становление научной дисциплины, и не только фундаментальной, но и практической, медицинской. Институт иммунологии в нашей стране появился одним из первых в мире. Отдельный институт был тогда только в Швейцарии". Р. В. Петров являлся директором новообразованного института до 1988 года, затем до 2014 года институтом руководил академик Р. М. Хаитов. Сменил последнего в должности его сын Муса Хаитов, член-корреспондент РАН с 2016 года.
Институт иммунологии имеет статус Государственного научного центра с 1994 года
В соответствии с приказом министерства здравоохранения — ФГБУН «Научно-исследовательский центр токсикологии и гигиенической регламентации биопрепаратов ФМБА России» было реорганизовано в форме присоединения к Институту иммунологии и с 20 января 2016 года осуществляет свою деятельность в качестве филиала этого института.